# Madonna di sotto gli organi
La Madonna di sotto gli organi è un dipinto a tempera e oro su tavola (93x55 cm) attribuito a Berlinghiero Berlinghieri, databile al 1200-1220 circa e conservata nel Duomo di Pisa. È una rappresentazione della Madonna col Bambino.

## Storia
Non è chiaro se la tavola nasca come opera indipendente o come scomparto di un trittico o altro (come farebbe pensare la forma centinata).
La leggenda vuole che sia stata portata a Pisa dai soldati Pisani allorché nel contesto delle guerre con i Lucchesi, espugnarono il Castello di Montecastrese, in Versilia, presso Lombrici di Camaiore, nel 1225, oppure che i nobili Upezzinghi, signori di Montecastrese, nel medesimo evento, giurata fedeltà a Pisa, colà trasportarono la venerata immagine.
Il nome tradizionale della Madonna deriva dalla sua collocazione antica nel Duomo, sotto gli organi, appunto. Quando nel 1494 Carlo VIII di Francia liberò Pisa dall'occupazione fiorentina la Madonna, a cui era stato fatto voto, divenne simbolo dell'autonomia ritrovata e da allora fu invocata durante tutti gli eventi cittadini particolarmente drammatici.
Accanto alla proposta attributiva a Berlinghiera si registra quella ad anonimo autore bizantino: un pieno scioglimento dei dubbi appare difficile anche per via delle manomissioni legate ai restauri del 1790 di Giovanni Battista Tempesti. Analogie compositive e formali sono riscontrabili con alcune opere del Mediterraneo orientale quali un'icona del museo della Torre Bianca di Tessalonica e una del Museo arcivescovile di Nicosia.

## Descrizione e stile
Maria, a mezza figura, tiene il Bambino in braccio usando insolitamente la destra per sostenerlo e la sinistra per indicarlo (anziché viceversa, secondo lo schema base della Hodigitria). Gesù, come tipico della tradizione bizantina, è rappresentato come un piccolo filosofo antico, abbigliato di tunica e pallio, con in mano il libro delle scritture aperte al Vangelo di Giovanni (8,12) in greco ("Io sono la luce del mondo, chi segue Me non brancolerà nelle tenebre ma godrà della luce della vita"). Il suo volto evidenzia tratti dell'età adulta anziché infantile, come ad esempio la fronte alta e lo sguardo serio e concentrato verso la madre, alla quale rivolge un gesto di benedizione.